# Micronia sinuosa
Micronia sinuosa är en fjärilsart som beskrevs av Warren. Micronia sinuosa ingår i släktet Micronia och familjen Uraniidae. Inga underarter finns listade i Catalogue of Life.